# دهستان دامن
دهستان دامن، یکی از دهستان‌های بخش دامن شهرستان ایرانشهر در استان سیستان و بلوچستان ایران است. مرکز این دهستان، روستای کوران سفلی است.

## موقعیت جغرافیایی
دهستان دامن در شمالشرق شهرستان ایرانشهر واقع شده و اغلب روستاها در امتداد و طرفین رودخانه دامن در محدوده‌ای بطول تقریبی ۱۵ کیلومتر با پراکندگی جغرافیایی شمالی- جنوبی امتداد یافته‌اند. دهستان دامن در فاصله متوسط کیلومتر ۲۵ جاده ایرانشهر به زاهدان می‌باشد. از منظر عوارض طبیعی به کوهستانی بودن منطقه و جریان فصلی رود دامن می‌توان اشاره نمود. آب و هوای منطقه گرم و نیمه مرطوب است.

## وضعیت اقتصادی
شغل اغلب سکنه منطقه کشاورزی و در درجه بعد دامداری می‌باشد. محصولات عمده آن شامل خرما، برنج، سبزیجات و صیفی جاتی مانند گوجه فرنگی و پیاز می‌باشد. سطح اقتصادی مردم منطقه خوشبختانه نسبت به سایر مناطق شهرستان از وضعیت نسبتاً مطلوبتری برخوردار بوده و زندگی کپرنشینی تقریباً در آن دیده نمی‌شود.

## مشخصات اجتماعی و فرهنگی
قریب به اتفاق سکنه منطقه از مسلمانان اهل تسنن می‌باشند که با زبان بلوچی تکلم می‌کنند. زندگی مردم منطقه طایفه‌ای و عشیره‌ای بوده و اغلب با یکدیگر خویشاوندی نسبی یا سببی دارند. اختلافات و دعاوی مردم غالباً به شیوه ریش سفیدی و با وساطت روحانیون، بزرگان طایفه و ریش سفیدان و بعضاً شورای حل اختلاف مردمی منطقه حل و فصل می‌شود.

## جمعیت
بر پایه سرشماری عمومی نفوس و مسکن در سال ۱۳۹۵، جمعیت دهستان دامن برابر با ۵٬۳۶۶ نفر بوده‌است.

## نگارخانه

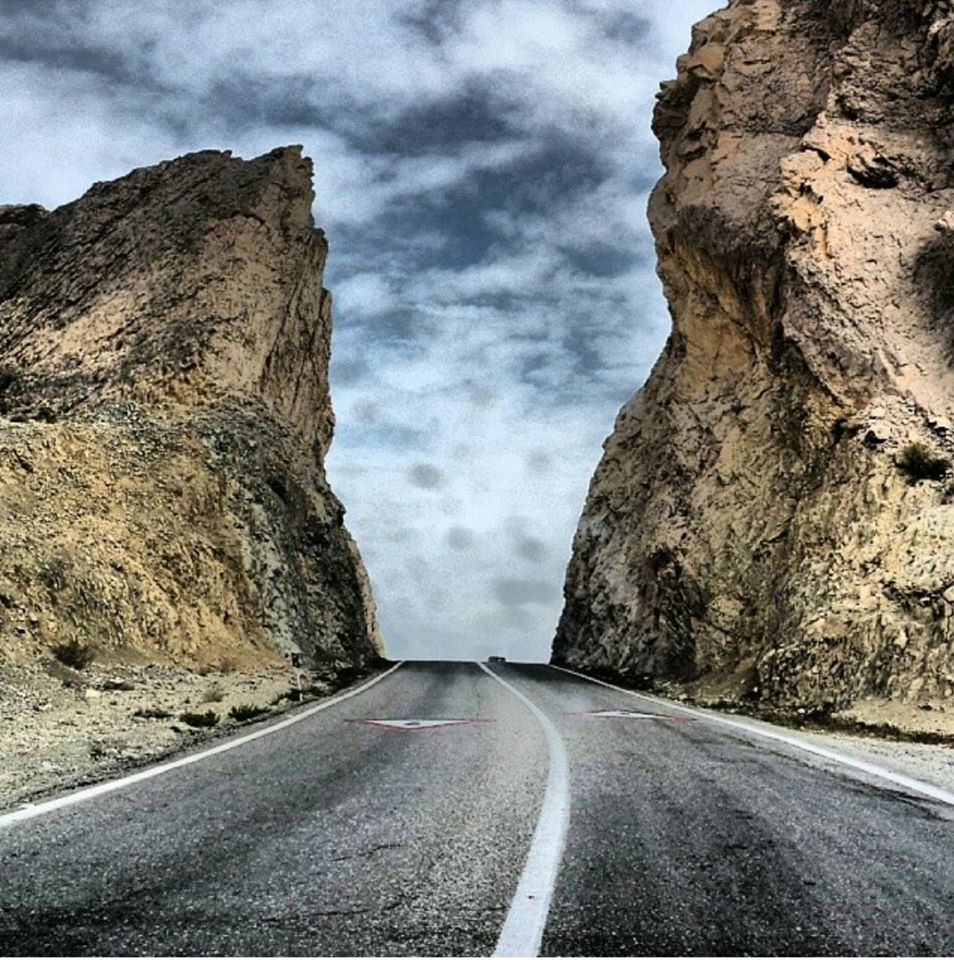
دروازه جهنم